# Żabice (województwo lubuskie)
Żabice (niem. Säpzig) – wieś w Polsce położona w województwie lubuskim, w powiecie słubickim, w gminie Górzyca.

## Historia
W latach 1975–1998 miejscowość należała administracyjnie do województwa gorzowskiego.
W miejscowości działało państwowe gospodarstwo rolne – Zakład Rolny w Żabicach wchodzący w skład Lubuskiego Kombinatu Rolnego w Rzepinie.

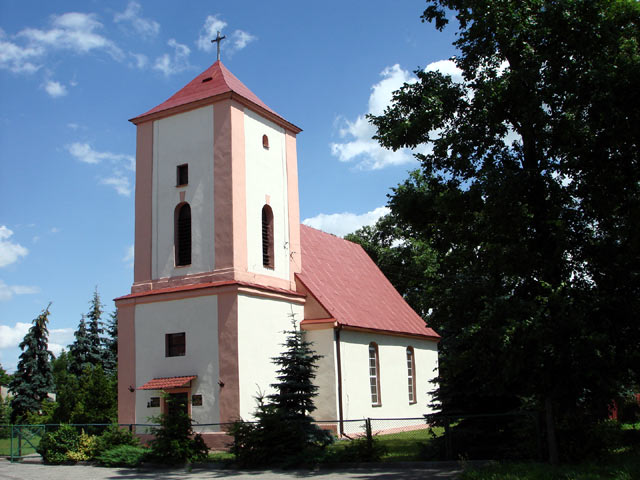
Kościół w Żabicach

Żabice położone są na skraju parku krajobrazowego „Ujście Warty”. Koło wsi znajduje się duże jezioro Żabiniec. Miejscowość położona jest na drodze lokalnej Górzyca – Żabice – Czarnów.
Dawniej we wsi istniał klub piłkarski „Znicz” Żabice.
11 lipca 2017 po raz pierwszy w miejscowości zmianie uległy dotychczasowe nazwy nazw ulic. Zmianę wymusiła tzw. ustawa dekomunizacyjna. W miejscowości Żabice do zmiany przewidziano Ulicę Października i Ulicę Bohaterów Radzieckich. Nowe nazwy wybrali mieszkańcy.
Ulica Października zmieniła nazwę na Ulica Lipowa. Inne propozycje (w kolejności otrzymanych głosów): Ulica Października (dotychczasowa nazwa), Ulica Długa. Żadnego poparcia nie otrzymały propozycje: Ulice Juliana Tuwima i Ulica Bolesława Chrobrego.
Ulica Bohaterów Radzieckich zmieniła nazwę na Ulica Akacjowa. Inne propozycje (w kolejności otrzymanych głosów): Ulica Bohaterów Radzieckich (dotychczasowa nazwa), Ulica Kościelna, Ulica Mieszka I, Ulica Juliusza Słowackiego.

## Zabytki
Do wojewódzkiego rejestru zabytków wpisany jest:
- kościół ewangelicki, obecnie rzymskokatolicki filialny pod wezwaniem Najświętszego Serca Jezusa, wybudowany w stylu klasycystycznym w 1825 roku[9]

inne zabytki:

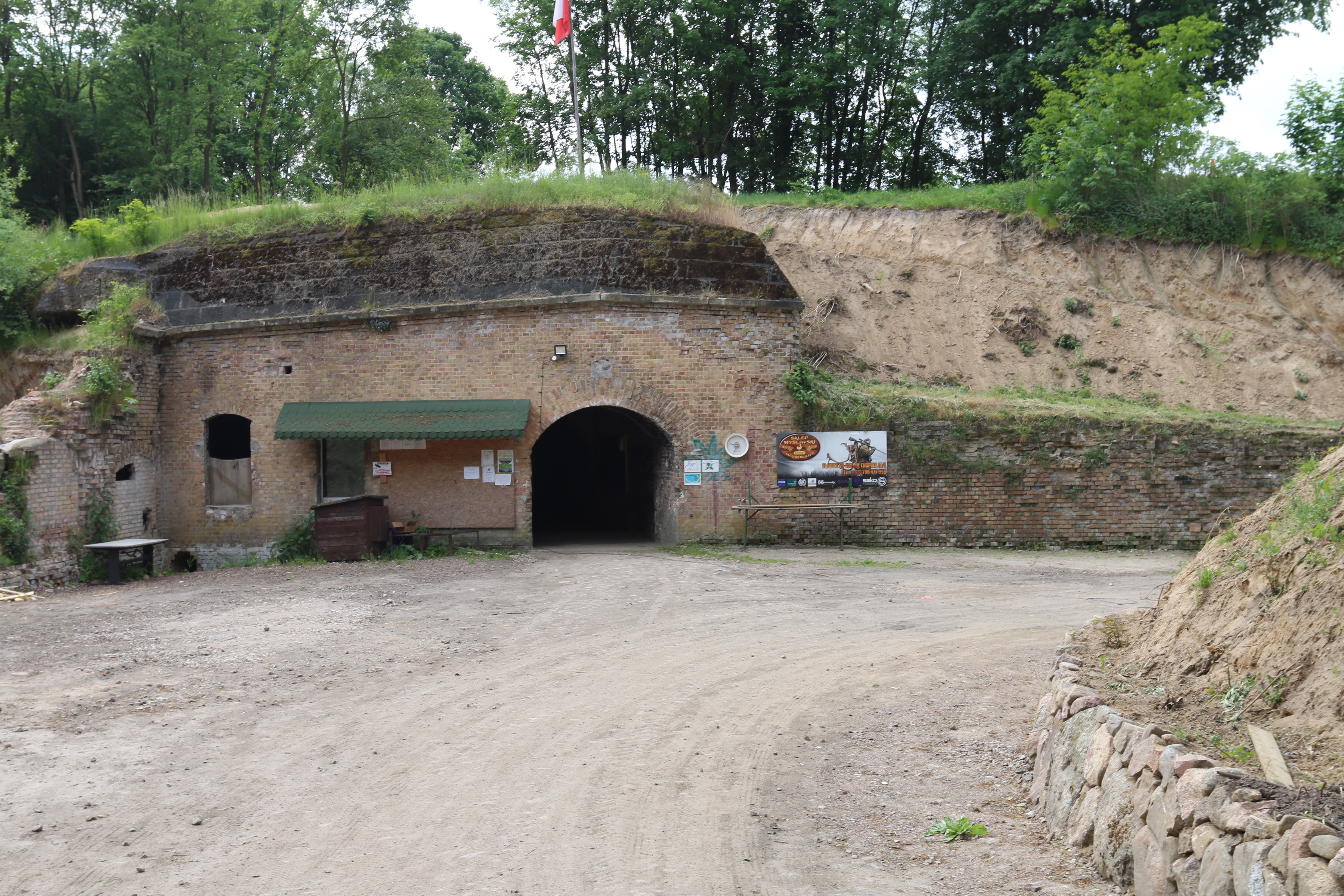
Wejście główne do fortu

- Fort Żabice z lat 1887-1890 o wielkości 4,5 ha. Jeden z czterech fortów Twierdzy Kostrzyn. Pozostałe forty Czarnów, Gorgoszcz (Gorgast) i Sarbinowo, przy ul. Sportowej w Kostrzynie[10]. Miały chronić twierdzę główną, jednak rozwój techniki militarnej nastąpił tak szybko, że straciły one swój strategiczny cel zanim ostateczne oddano je do użytku[11]. Forty zbudowano z cegły, posiadały także wały ziemne dla artylerii i dolne dla piechoty. Do I wojny światowej, oświetlane były lampami naftowymi a komunikacje ze światem przewidywano za pomocą gołębi pocztowych. Na początku lutego 1945 roku w forcie znajdował się punkt Armii Czerwonej – 4 Korpusu Piechoty Gwardii 8 Armii Gwardyjskiej, który forsował Odrę pomiędzy Kostrzynem a Górzycą. 2 lutego 1945 o 10:00 w forcie znajdował się dowódca 8 Armii Gwardyjskiej gen. płk Wasilij Czujkow, który korzystał z punktu obserwacyjnego dowódcy korpusu piechoty[12][13]. W Forcie Żabice od 1975 roku składowano odpady chemiczne (tzw. mogilnik), który w pełni zutylizowano w 2001 roku[14]. Obecnie (2020) w fort można zwiedzać. Działa w nim strzelnica[11].